# Kap Horn
Kap Horn har været kendt som det sydligste punkt af Sydamerika, beliggende på 55° 58' 48"'' sydlig bredde og 67° 17' 21"'' vestlig længde. Det ligger i ø-gruppen Ildlandet (spansk: Tierra del Fuego). Det sydligste punkt på det sydamerikanske fastland er Kap Froward, og det sydligste punkt på det sydamerikanske kontinent er  Diego Ramírez øerne omkring 100 km sydvest for Kap Horn 
55°58′48″S 67°17′21″V / 55.98000°S 67.28917°V.
Kap Horn blev første gang rundet af en europæer den 26. januar 1616 af en hollandsk ekspedition under Willem Schouten og Jacob Le Maire. De kaldte det Kaap Hoorn efter byen Hoorn, hvor Schouten var født. Det spanske navn Cabo de Hornos for stedet er en "falsk" afledning, der direkte oversat betyder "Kap Ovne").
Det ligger i chilensk territorialfarvand, og den chilenske flåde driver et bemandet fyrtårn på stedet. I kort afstand derfra er opstillet en stor skulptur i form af en silhuet af en albatros. Terrænet er helt uden træer, men alligevel frodigt som følge af en stor nedbørsmængde.
Byen Ushuaia i Argentina er Ildlandets største by med ca. 50.000 indbyggere. De største chilenske byer er Porvenir på hovedøen og Puerto Williams på øen Navarino. Puerto Toro beliggende få kilometer syd for Puerto Williams er verdens sydligste by (hvis man ikke kalder stationerne i Antarktis for byer). Ozonhullet over Antarktis er en særlig trussel for indbyggerne i Tierra del Fuego.

## Omsejling
I sejlskibenes tid var Kap Horn særdeles frygtet på grund af de dårlige vejr- og havforhold, som gjorde det særdeles vanskeligt og farligt at runde det.
Nævnt fra nord mod syd er der 5 ruter rundt om Sydamerika:
- Magellanstrædet gennem Tierra del Fuego øgruppen kan give en langsom og vanskelig passage.
- Beaglekanalen;
- Afuera passagen;
- Ancud-golfen;
- Det åbne vand ved Drake passagen, syd om Kap Horn, med frit vand til at manøvrere ved skiftende vind, men med forræderiske forskelle i vanddybde.

Før bygningen af Panamakanalen og jernbanen over det nordamerikanske kontinent var ruten rundt om Hornet en vigtig vej for vare- og passagertransport mellem USA's øst- og vestkyst. Det var ligeledes en vigtig forsyningsrute for det spanske imperium.
Som følge af det farlige farvand er det at runde Kap Horn ofte blevet kaldt søfartens "bestigning af Mount Everest". Den fremherskende vind- og strømretning er fra vest mod øst, med en vandstrøm op til 8 gange så stor som Golfstrømmen gennem en snæver 150 km bred passage. Angiveligt er der i området forlist 800 skibe, hvorved 10.000 sømænd har mistet livet. At komme rundt om Kap Horn kræver, at man sejler ned i de breddegrader, som er blevet kaldt de "brølende fyrrere" og de "skrigende halvtredsere", hvor en gammel talemåde siger: "Under 40 grader er der ingen lov, og under 50 grader er der ingen Gud". (I modsætning hertil ligger Afrikas sydligste punkt, Kap Agulhas, på 35 graders sydlig bredde). Pludselige storme kan rejse sig med vindhastigheder over 100 knob (180 km/t) og bølger højere end 30 m). I historiens løb har mange skibe kæmpet mod elementerne i dage, uger – ja sågar måneder – særligt når de var vestgående, kun for til sidst at måtte opgive og vende tilbage. Havet er så barsk, at skibe passerede stedet i flere århundreder uden at komme de kun 150 km længere mod syd og opdage Antarktis.
Pamir var det sidste kommercielle sejlskib som rundede Kap Horn med last. Alle de større kapsejladser med jordomsejling for sejlbåde runder det fra vest (i vindens retning) undtagen sejladsen Global Challenge.